# Nourard-le-Franc

Nourard-le-Franc este o comună în departamentul Oise, Franța. În 1 ianuarie 2022 avea o populație de 295 de locuitori.